# Bunte Blätter

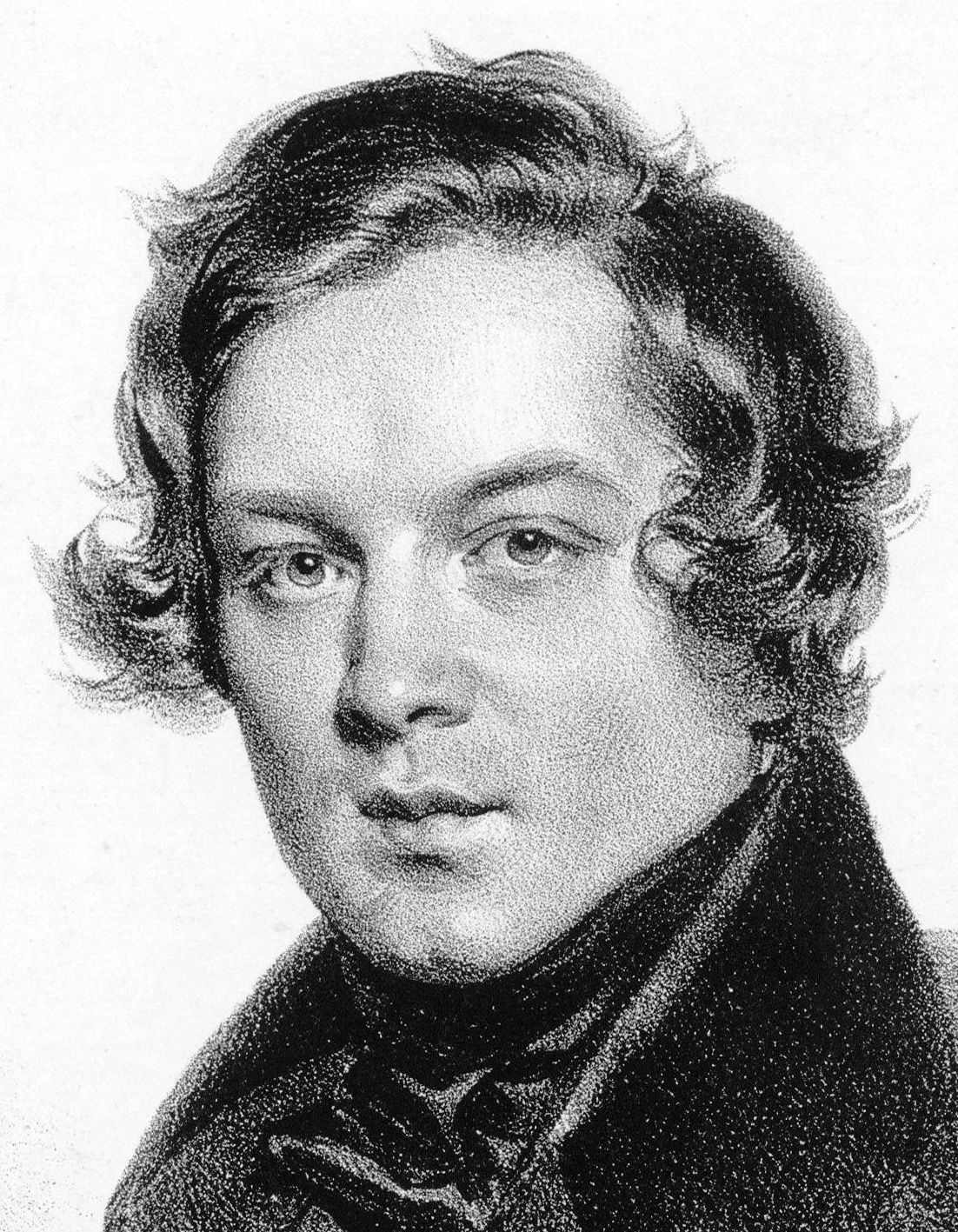
Robert Schumann en 1839.

Bunte Blätter (Hojas coloridas), Op. 99 es un ciclo de piezas para piano solo de Robert Schumann ensambladas a partir de piezas inéditas anteriores tras el éxito del Álbum para la juventud (Album für die Jugend), Op. 68. Tras su publicación, las piezas se editaron como conjunto completo y como piezas individuales. Tras su publicación, las piezas se publicaron como un conjunto completo y como piezas individuales, estas últimas en cubiertas de diferentes colores.

## Historia
Esta colección de piezas para piano, en su mayoría breves, fueron escritas durante varios periodos entre 1836 y 1849. Robert comenzó a trabajar en el montaje de la colección de piezas que finalmente se publicaron como Bunte Blätter Op. 99 y Albumblätter Op. 124 a finales de 1850. No se recopiló y publicó hasta 1852, dos años antes de que Schumann sufriera un debilitante colapso mental e ingresara en un manicomio, donde moriría en 1856. Su plan original era publicar las piezas en una sola colección titulada Spreu (Paja). Cuando el editor musical F. W. Arnold se opuso al título sugerido, el compositor decidió dividir la colección.
Bunte Blätter es una colección única, que contiene dos pequeñas colecciones en su interior, así como otras seis piezas separadas. Todas las piezas incluidas eran obras que Schumann había compuesto en el pasado y que, o bien no tenía intención de publicar, o bien habían sido rechazadas para su publicación en colecciones anteriores. Ernst Herttrich en su prefacio a la partitura de Henle, comenta que se desconocen los criterios específicos que siguió el compositor para seleccionar las piezas incluidas en esta colección o en la siguiente, aunque las piezas están organizadas de menor a mayor dificultad. Las fechas de composición oscilan entre 1834 y 1849. Albumblätter III fue compuesta originalmente para Carnaval Op. 9 y la Marcha fue compuesta al mismo tiempo que la Vier Marsch, Op. 76.
Numerosos especialistas han señalado que varias de las piezas guardaban vínculos personales con el autor. Por ejemplo, la primera pieza de la colección era una felicitación navideña que Robert había compuesto para su esposa Clara en 1838.

## Estructura
El ciclo está formado por 14 piezas breves:
- 1. Stücke I (Pieza I) Nicht schnell, mit Innigkeit (No rápido, con sensibilidad), la mayor.
- 2. Stücke II (Pieza II) Sehr rasch (Muy rápido), mi menor.
- 3. Stücke III (Pieza III) Frisch (Fresco), mi mayor.
- 4. Albumblätter I (Hoja de álbum I) Ziemlich langsam (Bastante lento), fa sostenido menor.
- 5. Albumblätter II (Hoja de álbum II) Schnell (rápido), si menor.
- 6. Albumblätter III (Hoja de álbum III) Ziemlich langsam, sehr gesangvoll (Bastante lento, muy cantarín), la bemol mayor.
- 7. Albumblätter IV (Hoja de álbum IV) Sehr langsam (Muy lento), mi bemol menor.
- 8. Albumblätter V (Hoja de álbum V) Langsam (Lento), mi bemol mayor.
- 9. Novellette - Lebhaft (Animado), si menor.
- 10. Präludium (Preludio) Energisch (Enérgico), si bemol menor.
- 11. Marsch (Marcha) Sehr getragen (Muy alargada), re menor.
- 12. Abendmusik (Música nocturna) Im Menuetttempo (Minueto tempo), si bemol mayor.
- 13. Scherzo - Lebhaft (Animado), sol menor.
- 14. Geschwindmarsch (Marcha rápida) Sehr markiert (Muy marcada), sol menor.